# Хронология советской цензуры

Хроноло́гия сове́тской цензу́ры — события в РСФСР и СССР с октября 1917 года по октябрь 1991 года, связанные с цензурой.

## Периодизация истории советской цензуры
Доктор исторических наук, директор РГАЛИ Татьяна Горяева выделяет две основные исторические вехи развития советской цензуры:
- 1917—1930-е годы — период становления и утверждения;
- 1940-е годы — 1991 год — период стагнации.

Более детальная периодизация возможна при использовании институционального подхода:
- 1917—1922 — период ведомственной цензуры при Реввоенсовете, ВЧК, Наркомпросе, Госиздате и Главполитпросвете;
- 1922—1930 — организация и становление государственной цензурной системы (Главлит, Главрепертком, Главискусство);
- 1930—1953 — деятельность Главлита в составе Наркомпроса (в 1953 году Главлит на короткий период был подчинён МВД);
- 1953—1966 — период временной либерализации;
- 1966—1987 — период стагнации цензурной системы;
- 1987—1991 — распад системы на фоне попыток реформирования Главлита.

## Введение цензуры в Советской России
- 27 октября (9 ноября) 1917 года (через два дня после захвата власти в Петрограде) Совнаркомом был выпущен «Декрет о печати»[2]. На основании этого декрета с октября 1917 по июнь 1918 были закрыты или прекратили существование более 470 оппозиционных газет[3].
- 4 (17) ноября 1917 года Всероссийский центральный исполнительный комитет большинством голосов принял резолюцию большевистской фракции о поддержке политики Совнаркома в области печати[4].
- 8 ноября 1917 года Совнаркомом был выпущен декрет «О монополии на печатание объявлений», по которому печатать объявления могли только правительственные издания[5].
- 28 января 1918 года Совнарком принял декрет «О революционном трибунале печати», по которому за «контрреволюционные выступления» полагались различные наказания — от штрафа и закрытия газеты до лишения политических прав или свободы[1][6].
- 4 марта 1918 года было принято Постановление СНК «О контроле в кинопредприятиях», подчинившее частный кинематограф местным Советам[7].
- Июнь 1918 года — создано Военно-цензурное отделение при Оперативном отделе Народного комиссариата по военным делам[8].

## Система ведомственной цензуры
- 23 декабря 1918 года вышло в свет «Положение о военной цензуре», подписанное Львом Троцким. В рамках этого положения учреждались военно-цензурные отделы во главе с центральным военно-цензурным отделом Регистрационного управления Полевого штаба Реввоенсовета Республики[9][10].
- 26 февраля 1919 года — Постановление ВЦИК о закрытии меньшевистской газеты «Всегда Вперёд»[11].
- 20 мая 1919 года было обнародовано Положение ВЦИК о Государственном издательстве[12].
- 23 мая 1919 года — Постановление ВЦИК о порядке публикации объявлений[13].
- В августе 1919 года вся фото- и кинопромышленность были национализированы[7].
- Октябрь 1919 года — повышен статус военной цензуры: из подчинения Регистрационному управлению Военно-цензурный отдел переведён в непосредственное подчинение Полевого штаба РВСР.
- В 1918—1919 годах были конфискованы все частные типографии и бумажная промышленность.
- В 1920 году были приняты «Общие положения к правилам пользования архивными материалами для государственных, научных и частных потребностей»[14].
- 30 июня 1920 года организован спецхран в рамках Книжной палаты[14].
- Октябрь 1920 года — в рамках Наркомпроса создан Главполитпросвет под руководством Н. К. Крупской, принявшей в дальнейшем действенное участие в изъятии и уничтожении книг[15].
- Март-апрель 1921 года — создано Управление военной цензуры Штаба РККА[16].
- Август 1921 года — передача функций военной цензуры в органы ВЧК.
- 13 октября 1921 года Декретом СНК был утверждён «Перечень сведений, составляющих тайну и не подлежащих распространению»[17].
- 14 декабря 1921 года — согласно постановлению СНК организован спецхран в рамках Государственного Румянцевского музея[14].
- 21 декабря 1921 года в рамках ОГПУ был организован отдел политконтроля, который занимался перлюстрацией почтово-телеграфной корреспонденции.

## Период централизации
- 19 мая 1922 года Ленин написал секретное письмо председателю ВЧК Дзержинскому о подготовке к высылке из страны «писателей и профессоров, помогающих контрреволюции»[18].
- 6 июня 1922 года декретом Совнаркома РСФСР было создано Главное управление по делам литературы и издательств при Наркомпросе с целью «объединения всех видов цензуры печатных произведений»[19][20].
- 10 августа 1922 года Политбюро ЦК РКП(б) утвердило списки высылаемой за границу интеллигенции[21]. В этот же день соответствующей декрет принял ВЦИК[22].
- Сентябрь—ноябрь 1922 года — «Философский пароход»: высылка из страны неугодной Советской власти российской интеллигенции.
- 9 февраля 1923 года принято постановление Совнаркома о создании при Главлите новой структуры — Комитет по контролю за репертуаром, сокращённо Главрепертком. С этого времени «ни одно произведение не может быть допущено к публичному исполнению без разрешения Главреперткома при Главлите или его местных органов (обллитов и гублитов)»[23].
- В 1925 году под грифом «Совершенно секретно» Главлит выпустил первый «Перечень сведений, составляющих тайну и не подлежащих распространению в целях охранения политико-экономических интересов СССР»[24]. Был введён запрет на публикацию информации о самоубийствах и о случаях умопомешательства на почве безработицы и голода; нельзя было писать «о заражённости хлеба долгоносиком, клещом и прочими вредителями, во избежание паники… и злонамеренного истолкования этих сведений»[25].
- 24 апреля 1926 года Совнаркомом был утверждён новый открытый «Перечень сведений, являющихся по своему содержанию специально охраняемой государственной тайной»[26].
- Июнь 1926 года — спецотдел при ОГПУ издал «Перечень вопросов совершенно секретной, секретной и не подлежащей оглашению переписки». Содержание этого перечня более детально раскрывало перечень СНК от 24 апреля[17].
- Ноябрь 1926 года — создание спецхранов в рамках массовых библиотек. Выходит «Положение об спецхране в библиотеке», в соответствии с которым на специальное хранение передавались книги и периодические издания, которые, по мнению цензуры, можно было предоставлять только по специальному разрешению.
- 7 марта 1927 года начальник Главлита Лебедев-Полянский представил в Оргбюро ЦК ВКП(б) докладную записку о работе организации[27].
- В 1927 году издан приказ по акционерному обществу «Радиопередачи», в соответствии с которым все передачи должны были иметь заранее подготовленный и заверенный цензурой текст[28].
- 13 апреля 1928 года — постановление Совнаркома РСФСР о создании единого органа руководства культурой — Главискусства[29].
- 26 февраля 1929 года — распоряжение Наркомпроса «О разграничении функций между Главреперткомом и Главискусством», на первый возлагался «политический контроль за репертуаром зрелищных предприятий»[23].
- В 1929 году Главлит предписал согласовывать проведение танцев: «Настоящим разъясняется, что в каждом отдельном случае вопрос о разрешении танцев должен согласовываться с Гублитом и местными политпросветорганами»[25].
- В 1929 году была принята «Инструкция местным органам ОГПУ по наблюдению за состоянием секретного и мобилизационного делопроизводства учреждений и организаций»[26].

## Тотальная цензура
- Май 1930 года — вышло постановление Совнаркома «О реорганизации Главного управления по делам литературы и издательств (Главлита)»[23].
- 30 июля 1930 года было опубликовано постановление ЦК ВКП(б) «О работе Госиздата РСФСР и об объединении издательского дела», которое фактически монополизировало издательское дело в СССР[31].
- 5 сентября 1930 года Политбюро ЦК ВКП(б) приняло решение «освободить центральный аппарат Главлита от работы по предварительному просмотру печатного материала». Для этого был создан институт уполномоченных Главлита при государственных и общественных издательствах, радиовещательных организациях, телеграфных агентствах, почтамтах и таможнях[7].
- 1930 год — подверглись разгрому и были запрещены как «троцкистские» первые исследования в области теории информации[32][33].
- Январь 1931 года — секретное совещание заведующих республиканскими Главлитами и облкрайлитами[23].
- 6 июля 1931 года Совнарком опубликовал новое положение о Главлите. Как отмечает Геннадий Жирков, «впервые в практике государства, да ещё социалистического, была введена одновременно и гласно предварительная и последующая цензура»[34]. За пропуск в печать секретных, «антисоветских или искажающих советскую действительность» материалов для цензоров введена ответственность вплоть до уголовной[35].
- 15 августа 1931 года ЦК ВКП(б) принял постановление «Об издательской работе». В нём акцентировалось внимание на том, что «книга должна быть боевой и актуально-политической, она должна вооружить широчайшие массы строителей социализма марксистско-ленинской теорией и технико-производственными знаниями»[31].
- Февраль 1933 года — приказ Наркомпроса РСФСР «О порядке комплектования, хранения и изъятия книг из библиотек». После этого изъятия книг несколько сократились примерно до 1935 года[36].
- 16 июня 1933 года — разослан секретный циркуляр ЦК ВКП(б) № 113/79 о спецхранах в библиотеках[37].
- 1934 год — Главрепертком выделен из Главлита в самостоятельное Главное управление по контролю за зрелищами и репертуаром (ГУРК) в непосредственном подчинении Наркомпроса[23].
- С 1 июня 1935 года Приказом НКО № 031 (0131) в армии и на флоте введено новое Положение «Об организации военной цензуры в РККА». Таким образом была восстановлена военная цензура в рамках армии, ранее переданная в состав ВЧК/ОГПУ. Создан 8 отдел (центральная военная цензура) Регистрационного управления РККА.
- 17 октября 1935 года — Постановление ЦИК СНК СССР «Об ответственности за изготовление, хранение и рекламирование порнографических изделий, изображений и иных предметов и торговлю ими»[38].
- 7 октября 1936 года — Вышел Приказ № 105/с начальника Главлита. К приказу прилагалась «Инструкция о порядке изъятия произведений авторов, причастных к контрреволюционной троцкистско-зиновьевской террористической организации, из библиотек общественного пользования и книготорговой сети», согласно которой имя авторов и названия изымаемых книг должны быть вычеркнуты из всех библиотечных описей. Кроме этого, вместе с Инструкцией к приказу прилагался и «Список № 1 авторов, книги и брошюры коих подлежат изъятию…»[39]. С этого момента изымаются все произведения «врагов народа», вычёркиваются ссылки и упоминания о них[36].
- 21 октября 1937 года — Постановление Оргбюро ЦК ВКП(б) «О цензорах центральных, республиканских, краевых, областных и районных газет»[40].
- 2 ноября 1937 года — заведующий отделом печати и издательств Лев Мехлис направил в ЦК ВКП(б) и в СНК СССР записку «о политическом положении» в Главлите, что послужило началом крупных чисток и репрессий в этой организации.
- 9 декабря 1937 года — Протокольное постановление Оргбюро ЦК ВКП(б) «О ликвидации вредительской системы изъятия Главлитом литературы»[41].
- 13 января 1938 года — вместо снятого и расстрелянного С. Б. Ингулова начальником Главлита назначен Н. Г. Садчиков.
- 5 августа 1938 года — Протокольное решение Политбюро ЦК ВКП(б) «О романе Мариэтты Шагинян „Билет по истории“ часть 1-я „Семья Ульяновых“» с указанием изъять книгу как «политически вредное, идеологически враждебное произведение»[42].
- 10 июня 1938 года — введение специальной отметки об уровне доступа к подцензурной литературе, которая представляла собой печать в виде шестиугольника, так называемая «шайба»[43].
- 17 августа 1939 года — в парижском журнале «Новая Россия» опубликовано «Открытое письмо Сталину» от бывшего советского военного и дипломатического деятеля Фёдора Раскольникова с обвинениями, в том числе в цензуре науки, литературы и искусства, сожжениях книг и массовых репрессиях[44].
- 23 августа 1939 года — заключение пакта Молотова — Риббентропа. Из библиотек была изъята вся антифашистская литература, из репертуаров театров и кинопроката сняты произведения с критикой фашизма. Критика Гитлера и других нацистских лидеров, которая публиковалась до августа 1939 года, была запрещена. Под запретом оказались любые упоминания о войнах между Россией и Германией в истории[45][46].
- Июль 1941 года — повышен статус начальника Главлита. Он стал именоваться «Уполномоченным Совета Народных Комиссаров по охране военных тайн и начальником Главлита».[47]
- Февраль 1942 года — Отдел военной цензуры подчинён Главному разведывательному управлению Генерального штаба Красной Армии.
- 1 июня 1942 года — приняты поправки в УК РСФСР, по котором распространение информации с нарушением цензурных процедур наказывалось исправительными работами до 3 месяцев или штрафом согласно ст. 185. Аналогичные поправки приняты в других союзных республиках.
- Октябрь 1942 — Отдел центральной военной цензуры переподчинён Народному комиссариату обороны.
- Сентябрь 1943 года — Отдел военной цензуры переподчинён Генеральному штабу Красной Армии.
- 16 декабря 1943 года приказом народного комиссара обороны № 0451 было введено «Положение о военной цензуре в Красной Армии (на военное время)» вместо действовавшего с 1935 года.
- 15 февраля 1944 года приказом заместителя народного комиссара обороны № 034 были введены «Правила по сохранению военной тайны в печати Красной Армии (на военное время)», в которых указывался детальный перечь запрещённых к разглашению сведений[48].
- 25 февраля 1946 года принято Постановление Политбюро ЦК ВКП(б) о цензуре информации из СССР, публикуемой за границей[49].
- Август 1946 — доклад Андрея Жданова с осуждением Ахматовой и Зощенко и Постановление ЦК ВКП(б) «О журналах „Звезда“ и „Ленинград“».
- 3 февраля 1947 года — Г. Александров направил докладную записку А. Жданову с предложением запрета издания «Чёрной книги» писателей Гроссмана и Эренбурга, поскольку, по его мнению, книга содержала «вредные» с идеологической точки зрения факты.
- 8 июня 1947 года — принятие Советом Министров СССР постановления «Об установлении перечня сведений, составляющих государственную тайну, разглашение которых карается по закону». Перечень имел расширительное толкование: в него могли входить «Другие сведения, которые будут признаны СМ СССР не подлежащими разглашению» (Ст.14)[50].
- 1 марта 1948 года Совет министров СССР в развитие вышеупомянутого постановления принял «Перечень главнейших сведений, составляющих государственную тайну». Данное постановление обязывало министерства и центральные учреждения СССР разработать свои собственные перечни сведений, составляющих государственную тайну. В «Перечне главнейших сведений» устанавливалось, что «К государственной тайне относятся как сами сведения, её составляющие, так и связанные с этими сведениями материалы (переписка, документы и пр.)». На основании данного перечня Главлит, а затем  Главное управление по охране государственных тайн в печати и других средствах массовой информации (ГУОТ) при Совете министров СССР выпускали «Перечни сведений, запрещённых к опубликованию в открытой печати, по радио и телевидению» (1949, 1958, 1976, 1990)[50][51][52].
- 10 февраля 1948 года — Постановление Политбюро ЦК ВКП(б) «Об опере „Великая дружба“ В. Мурадели». Постановление осуждало «формализм в музыке» и объявляло оперу Вано Мурадели «Великая дружба» (1947) «порочным антихудожественным произведением»[53].
- 2 июля 1951 года в газете «Правда» вышла статья «Против идеологических извращений в литературе»[35].

## Оттепель
- 15 марта 1953 года — «Управление уполномоченного Совета Министров СССР по охране военных и государственных тайн в печати» (Главлит при СМ СССР) включено в состав МВД СССР как 11-е Главное управление МВД СССР по охране военных и государственных тайн в печати[54].
- 20 октября 1953 года — Главлит вновь выделен из МВД в самостоятельное Главное управление при Совете Министров СССР[54].
- 25 февраля 1956 года — секретный доклад Никиты Хрущёва на XX съезде КПСС c разоблачением культа личности Сталинa.
- 6 марта 1957 года — начальником Главлита назначен Павел Романов.
- 27 октября 1958 года — совместное заседание Президиума Правления Союза писателей СССР, бюро Оргкомитета Союза писателей РСФСР и Президиума Правления Московского отделения Союза писателей, на котором Борис Пастернак был исключён из Союза писателей СССР за «предательство по отношению к советскому народу, к делу социализма, мира, прогресса, оплаченное Нобелевской премией в интересах разжигания войны»[55].
- 1960 год — запрет публикации в журнале «Нева» романа Эрнеста Хемингуэя «По ком звонит колокол»[56].
- 1961 год — изъятие органами КГБ рукописи романа Василия Гроссмана «Жизнь и судьба», остановка выпуска альманаха «Тарусские страницы», изъятие выпущенных экземпляров из торговли и библиотек[57][58].
- 1 декабря 1962 года — посещение Никитой Хрущёвым выставки художников-авангардистов «30 лет МОСХ», на которой он заявил, что «всё это не нужно советскому народу». В печати была развёрнута пропагандистская кампания против формализма и абстракционизма в искусстве[59][60][61].
- 10 августа 1963 года — постановлением ЦК КПСС и Совета Министров СССР Главлит включён в состав Государственного комитета Совета Министров СССР по печати[62].
- 13 января 1964 года — арест поэта Иосифа Бродского по обвинению в тунеядстве. Через два месяца он был осуждён к пяти годам принудительных работ со ссылкой в Архангельскую область.
- 8 сентября 1965 года в Москве был арестован писатель Андрей Синявский, а 12 сентября — писатель Юлий Даниэль. Суд над ними, который завершился приговором на 7 и 5 лет лагерей соответственно за антисоветскую пропаганду, стал окончанием эпохи оттепели.

## Цензура в период застоя
- 18 августа 1966 года — постановление Совета министров СССР о возврате Главлиту статуса Главного управления под руководством Совмина. С этого времени он именуется «Главное управление по охране государственных тайн в печати при Совете Министров СССР» (ГУОТ)[63].
- Май 1967 года — Александр Солженицын рассылает так называемое «Письмо съезду» Союза писателей СССР с публичным протестом против политической цензуры[64].
- 4 июня 1972 года — вынужденная эмиграция Иосифа Бродского под угрозой преследований КГБ[65].
- 17 апреля 1973 года — письмо поэта Владимира Высоцкого кандидату в члены Политбюро, Секретарю ЦК КПСС, министру культуры СССР Демичеву с просьбой дать возможность выступать перед слушателями.
- 12 февраля 1974 года — арест Александра Солженицына по обвинению в измене Родине. 13 февраля он был лишён советского гражданства и выслан из СССР.
- 15 сентября 1974 года — разгон «Бульдозерной выставки» московских художников-авангардистов[66][67][68][69].
- 19 ноября 1974 года — Советом министров СССР принято Положение о работе Главлита[70].
- 10 декабря 1975 года — в Осло Еленой Боннэр оглашена Нобелевская лекция академика Андрея Сахарова, в которой он требует среди прочего «свободы совести, существования информированного общественного мнения, плюрализма в системе образования, свободы печати и доступа к источникам информации»[71].
- Январь 1980 года — после двух интервью академика Андрея Сахарова иностранным СМИ относительно войны в Афганистане он был лишён всех правительственных наград, включая звание Героя Социалистического Труда, и 22 января без суда выслан в город Горький, где был помещён под домашний арест[72].
- 1983 год — Министерство культуры СССР приняло инструкцию, согласно которой все профессиональные и любительские музыканты обязаны 80 % концертного репертуара составлять только из песен, написанных членами Союза композиторов СССР[73].
- Июль 1984 года — Министерство культуры СССР издало приказ № 361 «О мерах по упорядочению деятельности вокально-инструментальных ансамблей, повышению идейно-художественного уровня их репертуара»[74].
- 25 июля 1985 года — утверждён «Перечень сведений, разрешаемых к открытому опубликованию, относительно действий ограниченного контингента советских войск на территории ДРА», разработанный в соответствии с Постановлением ЦК КПСС № П 206/2 от 7 июня 1985 года[75].

## Распад системы советской цензуры
- 8 февраля 1986 года — интервью М. С. Горбачёва газете «Юманите». Кроме публичного признания наличия цензуры важным аспектом было указание на цели цензурных ограничений: охрана государственной и военной тайны, запрет на пропаганду войны, жестокости и насилия, охрана неприкосновенности личности. Идеологические мотивы («антисоветская пропаганда» и т. п.) не были названы[76].
- 25 февраля 1986 года — доклад М. С. Горбачёва на XXVII съезде КПСС с декларированием политики гласности[77].
- Июль 1986 года — начальником Главлита назначен Владимир Болдырев.
- 4 сентября 1986 года Главлит СССР издал приказ № 29с, в котором цензорам было дано указание сосредоточить внимание на вопросах, связанных с охраной государственных и военных тайн в печати, и информировать партийные органы только о существенных нарушениях в идеологической сфере[76].
- 25 сентября 1986 года — Постановление ЦК КПСС о прекращении глушения передач одних зарубежных радиостанций («Голос Америки», «Би-Би-Си») и усилении глушения других («Свобода», «Немецкая волна»).
- В 1987 году приступила к работе Межведомственная комиссия, возглавляемая Главлитом СССР, которая начала пересмотр изданий с целью передачи их из отделов специального хранения в «открытые» фонды.
- 23 мая 1987 года в Советском Союзе окончательно прекратили глушить радиопрограммы «Голоса Америки» и некоторых других западных радиостанций.
- Май 1988 года — в СССР впервые опубликован роман Бориса Пастернака «Доктор Живаго», из-за публикации которого за границей Пастернак был исключён из Союза писателей СССР в 1958 году. В том же 1988 году опубликован ранее запрещённый роман Василия Гроссмана «Жизнь и судьба».
- 5 октября 1988 года — Постановление Совета Министров СССР «О генеральной схеме управления системы охраны государственных тайн в печати» с разрешением Главлиту сотрудничать с редакциями в области охраны тайн на договорной основе[78].
- 30 ноября 1988 года — полное прекращение глушения зарубежных радиостанций в СССР[79][80].
- 1989 год — первая официальная публикация отрывков из романа Солженицына «Архипелаг ГУЛАГ» в журнале «Новый мир»[81].
- 25 января 1989 года — впервые в официальной печати СССР опубликована Всеобщая декларация прав человека[82].
- 12 июня 1990 года — принят Закон СССР «О печати и других средствах массовой информации», в котором было прямо указано, что «Цензура массовой информации не допускается»[83].
- 9 июля 1990 года вышел приказ Главлита «О ликвидации спецхрана», в котором предписывалось передать все книги в общие фонды.
- 1 августа 1990 года — вступил в силу[84] Закон СССР «О печати и других средствах массовой информации» от 12 июня 1990 года, что означало отмену государственной цензуры.
- 24 августа 1990 года — принято постановление Совета Министров СССР «Об утверждении временного положения о главном управлении по охране государственных тайн в печати и других средствах массовой информации при Совете Министров СССР» (ГУОТ). Одновременно Совет министров СССР признал утратившим силу Положение о Главлите. ГУОТ в последний раз выпустил новый «Перечень сведений, запрещённых к опубликованию»[85].
- 13 апреля 1991 года ГУОТ упразднён постановлением Кабинета Министров СССР с передачей его функций Министерству информации и печати СССР[86].
- 25 июля 1991 года при Министерстве информации и печати СССР создано «Агентство по защите государственных секретов в средствах массовой информации»[87].
- 24 октября 1991 года «Агентство по защите государственных секретов в средствах массовой информации» ликвидировано на основании постановления Совета Министров РСФСР от 15 октября 1991 года и приказа Министерства информации и печати СССР от 24 октября 1991 года.